# Жемчужный остроклювый певун
Жемчужный остроклювый певун (лат. Conirostrum margaritae) — вид птиц из семейства танагровых. Птицы обитают в субтропических и тропических низменных влажных лесах в северо-восточном Перу (на прибрежье реки Напо и на прибрежье реки Амазонки близ города Икитос) восточнее до Бразилии до реки Ньямунда; обособленная популяция близ рек Бени и Итенец в Боливии. Длина тела 11,5 см.